# IC 4498
IC 4498 је лентикуларна галаксија у сазвјежђу Волар која се налази на листи објеката дубоког неба у Индекс каталогу.
Деклинација објекта је + 26° 18' 0" а ректасцензија 14h 45m 0,8s. Привидна величина (магнитуда) објекта IC 4498 износи 14,4 а фотографска магнитуда 15,4. IC 4498 је још познат и под ознакама MCG 5-35-10, CGCG 164-16, PGC 52667.